# Niederzier
Niederzier é um município da Alemanha localizado no distrito de Düren, região administrativa de Colônia, estado da Renânia do Norte-Vestfália.